# Islandia en los Juegos Olímpicos de Sankt Moritz 1948
Islandia estuvo representada en los Juegos Olímpicos de Sankt Moritz 1948 por cuatro deportistas masculinos que compitieron en dos deportes.
El equipo olímpico islandés no obtuvo ninguna medalla en estos Juegos.